# Rond-point du Général-Maubert
Pour les articles homonymes, voir Maubert.
Le rond-point du Général-Maubert est une voie de la commune française de Cannes dans le département des Alpes-Maritimes en région Provence-Alpes-Côte d'Azur. 

## Situation et accès
C'est un carrefour giratoire formant un tripoint entre les quartiers Californie - Pezou, Pointe Croisette et Centre - Croisette.
Il constitue le début des boulevards de la Première-Division-française-libre et du Général-Vautrin, du passage Fragonard et de la rue d'Antibes et la fin des boulevards de la Première-Division-française-libre et d'Alsace, de l'avenue du Maréchal-Juin et de la rue Latour-Maubourg. C'est aussi la fin de la couverture de la voie ferrée à l'est de la ville. La ligne de Marseille-Saint-Charles à Vintimille (frontière) réapparaît au grand jour entre l'avenue du Maréchal-Juin et le boulevard du Général-Vautrin.

## Origine du nom

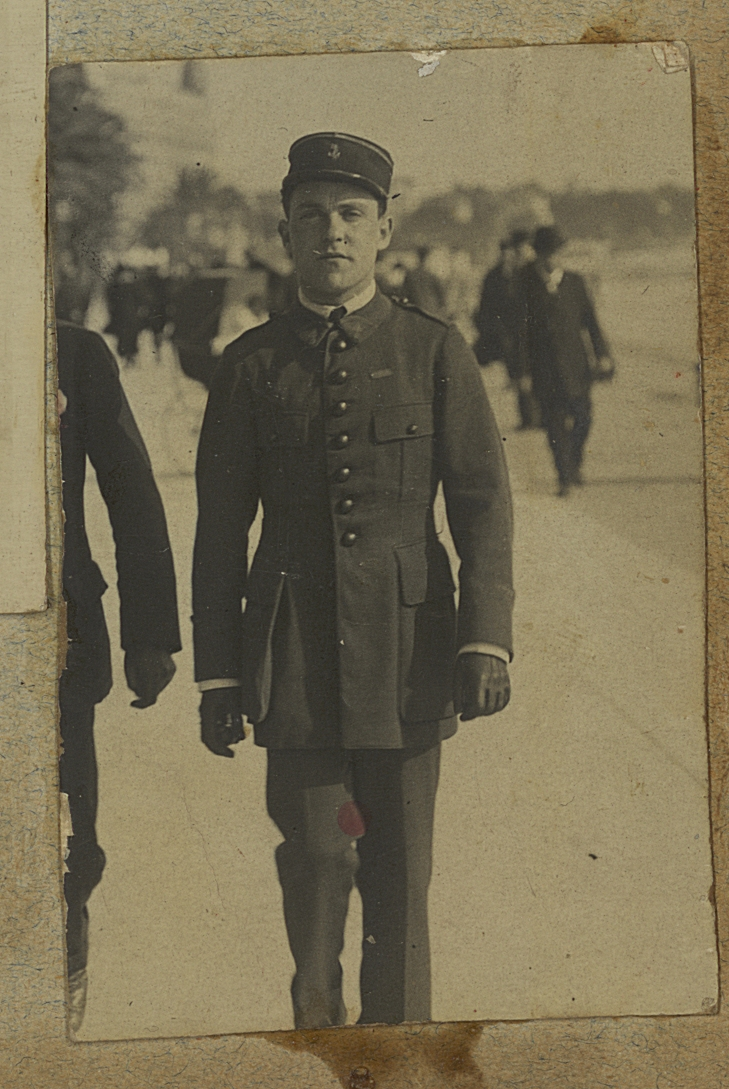
Paul Maubert (1899-1992), officier de l'artillerie coloniale d'origine cannoise.

Il rend hommage à Paul Maubert (1899-1992), officier de l'artillerie coloniale d'origine cannoise, auquel est dédiée la sculpture monumentale en forme de fontaine installée en son centre,.

## Historique
Lors de l'arrivée de la ligne de Marseille-Saint-Charles à Vintimille (frontière) à Cannes en 1863 un passage à niveau fut créé à cet emplacement dénommé par délibération du 2 juin 1892 pont des Gabres, du nom des vallons courant depuis les collines de la Californie et dont l'étymologie est identique à celle des Gaves pyrénéens et non due à la présence de chèvres fréquemment avancée. 
Après la couverture de la voie ferrée le pont des Gabres est restructuré et renommé par délibération municipale du 30 juin 1998 « rond-point du Général-Maubert ».
En 2018 la municipalité envisage la requalification de la couverture de la voie ferrée en voie verte qui commence par la réalisation du réaménagement du rond-point du Général-Maubert et du Boulevard du Général-Vautrin. En 2019 la fontaine est remplacée par une sculpture bleu Klein et des galets de même couleur.